# ワン・ラングストン・ジュニア
ワン・ラングストン・ジュニア（Wann Langston Jr. 1921年 – 2013年4月7日）は、アメリカ合衆国の古生物学者でテキサス大学の教授であった人物。出身はオクラホマ州オクラホマシティ。
ラングストンは長年に渡り、数々の異なる種類の爬虫類や両生類について研究を行った。始まりは1950年にストーヴァルと共に著した獣脚類の恐竜アクロカントサウルスの記載であった。彼は1954年にチャールズ・モートラム・スタンバーグに代わってカナダ自然博物館に採用された。そして1962年までカナダ西部やプリンスエドワード島で活動した。著名な発見の一つは、ルイス・ラッセルと共に見つけたスキャビービュートのパキリノサウルスのボーンベッドだった。1957年、ラングストンは少人数のフィールドワーカーを伴ってスキャビービュートのボーンベッドを発掘した。そこにはいくつかの頭骨と無数の骨が保存されていた。
1962年にテキサス大学に就職し、古脊椎動物研究室の教授となった。 そこでビッグベンド国立公園から産出した白亜紀の脊椎動物に関するものを含む、いくつものプロジェクトに携わった。
その一環で彼と学生は巨大翼竜ケツァルコアトルスや、様々なペルム紀と中生代の爬虫類を発見、研究を行った。1986年に定年退職するが、フィールドでの活動は続けた。
2007年、ラングストンは古脊椎動物学会に栄誉を讃えられ、 A.S.ローマー・G.G.シンプソンメダルの20番目の受賞者となった。
ラングストンはテキサス州オースティンで開催されたアメリカ地質学会のシンポジウムに出席した数日後に老衰で亡くなった。
ラングストンによって命名された動物は、先述のアクロカントサウルス (1950)、ハドロサウルス類の恐竜ロフォロトン（Lophorhothon） (1960)、そして 細竜目のカルロラ （Carrolla）(1986) である。 セベコスクス類のクロコダイルであるラングストニアLangstonia、アカントスクス・ラングストニ（Akanthosuchus langstoni）およびアルベルトチャンプサ・ラングストニ（Albertochampsa langstoni）、獣脚類のサウロルニトレステス・ラングストニ（Saurornitholestes langstoni）そして堅頭竜類テキサケファレ・ラングストニは彼への献名である。